# Gobiconodonta
A Gobiconodonta az emlősök (Mammalia) osztályának egyik kihalt rendje.

## Tudnivalók
A Gobiconodonta nevű rendet 2011-ben Averianov és Lopatin őslénykutatók alkották meg, hogy összefoglalják az Eutriconodonta rendből kivont alábbi családokat.

## Rendszerezés
A rendbe az alábbi 2 család tartozik:
- Gobiconodontidae Jenkins Jr. & Schaff, 1988
- Klameliidae Thomas & Averianov, 2006

## Fordítás
Ez a szócikk részben vagy egészben  a   Gobiconodonta című angol Wikipédia-szócikk ezen változatának fordításán alapul.  Az eredeti cikk szerkesztőit annak laptörténete sorolja fel. Ez a jelzés csupán a megfogalmazás eredetét és a szerzői jogokat jelzi, nem szolgál a cikkben szereplő információk forrásmegjelöléseként.